# Steno bredanensis
Steno bredanensis (Стено) — вид морських ссавців родини дельфінових. Єдиний представник роду Steno. Етимологія: грец. στενοσις — «вузький», посилаючись на вузький "дзьоб" тварини. 

## Поширення
Це тропічний і субтропічний вид, який зазвичай мешкає глибоко, в океанічних водах всіх трьох основних океанів, рідше виходить на північ від 40° пн.ш. і на південь від 35° пд.ш. Тим не менш, в деяких областях (наприклад, біля берегів Бразилії та Західної Африки), Steno bredanensis може зустрічатися в більш мілких прибережних водах. Зустрічається також в багатьох напівзакритих водоймах (таких, як Сіамська затока, Червоне море, Мексиканська затока, Карибське море і Каліфорнійська затока. 

## Морфологія

### Морфометрія
Голова і тіло довжиною 209—265 см, нагрудний плавник довжиною приблизно 36—49 см, спинний плавник 18—28 см заввишки, вага 90—155 кг, самці більші за самиць.

### Опис
Забарвлення сіре з білими розсіяними плямами. У деяких південних регіонах ці звірі мають світле забарвлення, утім північніше — темні. Вони мають гнучкий язик і досить гострі зуби на відміну від інших дельфінів. Плями на животі рожеві, проте не у всіх; на півдні у стено плям нема. Є припущення, що рід не є монотипним. 

## Поведінка
Харчується головоногими молюсками і рибою, в тому числі великою рибою, такою як Coryphaena hippurus. Живе в невеликих групах по 3-4 осіб. Хижаками є косатки й акули.